# Шулиндіно (Голишмановський міський округ)
Шули́ндіно (рос. Шулындино) — присілок у складі Голишмановського міського округу Тюменської області, Росія.
Населення — 251 особа (2010, 237 у 2002).
Національний склад станом на 2002 рік:
- росіяни — 98 %